# Joy Ride
«Joy Ride» (у перекладі з англ. «Розважальна мандрівка автомобілем (без дозволу власника)»)  — драматичний фільм швейцарського режисера, сценариста та актора Мартіна Ренґеля, знятий у 2000 році. Світова прем'єра стрічки відбулася 16 листопада 2000 року.

## Сюжет
Сандрі ще немає двадцяти, й життя здається їй прекрасним. Вона тільки що закохалася в Даніеля - одного з парубків, з якими часто проводить час. Даніелю лестить почуття, яке відчуває до нього Сандра, і вони все частіше усамітнюються від решти компанії. Друзі Даніеля вважають Сандру занудою, і сподіваються, що він порве з нею. Цей конфлікт вирішується під час поїздки за місто, де трагічно завершується ця історія кохання.

## У ролях
- Клаудія Кнабенханс — Сандра
- Себастьян Хьольц — Енді
- Андрі Цендер — Даніель
- Штефан Крауер — Макс
- Едвард Піччін — Бруно

## Цікаві факти
- Сюжет фільму засновано на реальних подіях 1993 року[3]
- Фільм є чотирнадцятим, що був відзнятий у рамках руху «Догма 95»
- Це перша швейцарська стрічка, що отримала сертифікат «Догми 95»